# Бадунг (река)
Бадунг (балийск. Tukad Badung, индон. Sungai Badung) — река на острове Бали, Индонезия. Она разделяет город Денпасар.
Ниже по течению реки расположена плотина Буаган, которая является основным сооружением реки как для орошения, так и для бытовых нужд.

## География
Площадь реки составляет примерно 37,7 км², её длина оценивается в 30 км. Другие источники приводят значения 19,2 км и 53 км² соответственно.

## Гидрология
Река Бадунг берёт своё начало на склоне холма на высоте 150 м, течёт с севера на юг через центр города Денпасар и продолжает течь, пока не впадает в пролив Бадунг. Среднее количество осадков в водоразделе Бадунг достигает 65 мм при стоке 3 628 459 м³.
Химический анализ по шести пробам воды с разных точек реки показал, что река загрязнена.

## Наводнения
В районе реки Бадунг неоднократно случались наводнения. 8 января 1980 года было повреждено более 200 домов и магазинов возле рынка Кумбасари, расположенного вдоль реки. 12 декабря 2005 г. участок между Джалан Марути, расположенный вверх по течению, и Джалан Пулау Мисол, расположенный ниже по течению реки Бадунг, был повреждён наводнением.

## Туризм
Устье Бадунг было организовано городским правительством Денпасара с использованием концепции устья в Республике Корее как источника местной культуры, что привлекло местных туристов к ночным экскурсиям с яркими огнями, освещающими набережную, хотя воды устья Бадунг до сих пор считается загрязнённым